# May Collins
Pour les articles homonymes, voir Collins.
May Collins, née le 26 mai 1903 à East Orange aux États-Unis, est une actrice américaine, du théâtre à Broadway  et du cinéma muet américain. Elle est la fille de Benjamin Collins et de Lillie Smith. Elle est brièvement fiancée à Charlie Chaplin, en 1921, mais celui-ci rompt avec elle. Elle se marie avec Edmund Thomas, le 8 mai 1930. Elle meurt le 6 mai 1955 à Fairfield (Connecticut).

## Filmographie
La filmographie de May Collins, comprend les cinq films suivants  :
- 1921 : All's Fair in Love (en) de E. Mason Hopper
- 1921 : The Shark Master de Fred LeRoy Granville
- 1922 : Red Hot Romance de Victor Fleming
- 1922 : Little Eva Ascends (en) de George D. Baker
- 1945 : Abe Lincoln in Illinois Act II (téléfilm)

## Galerie

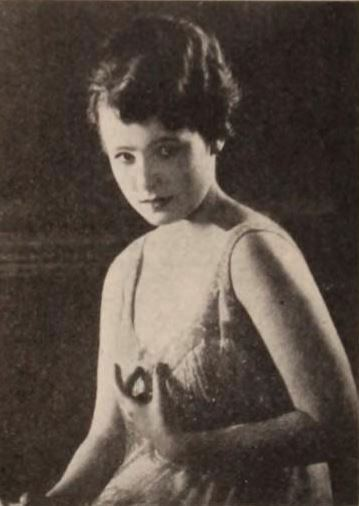
May Collins en avril 1921.
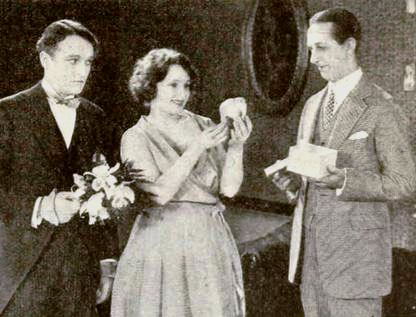
Image tirée du film Red Hot Romance (1922) (May Collins est à-côté de Basil Sydney - à gauche - et d'un acteur non identifié.
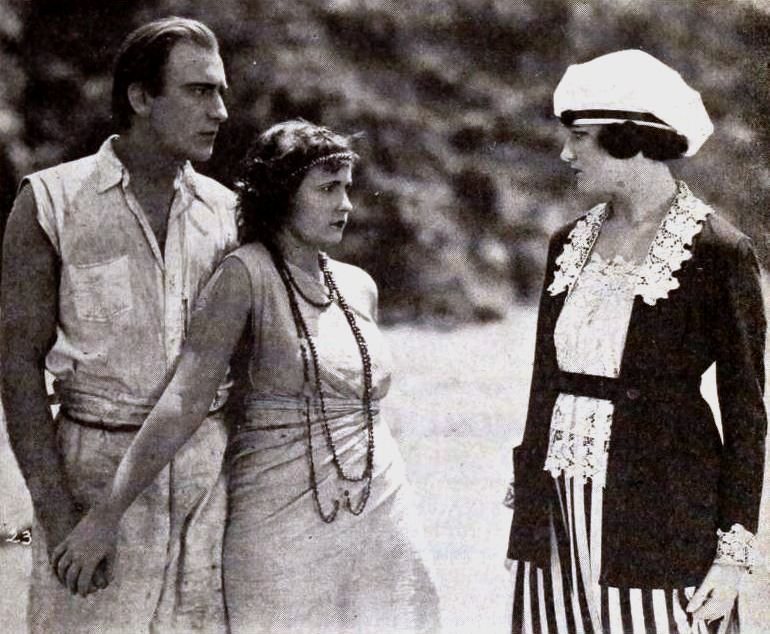
Image tirée du film The Shark Master (1921) (de gauche à droite : Frank Mayo, May Collins et Doris Deane).
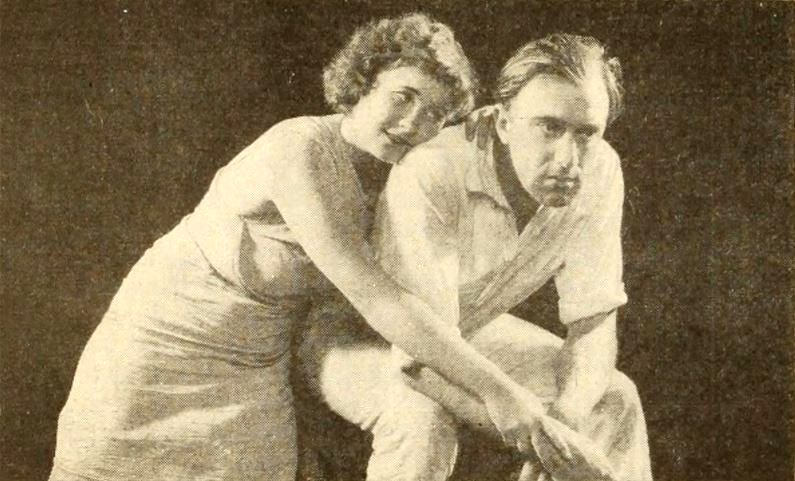
Image du film The Shark Master  : May Collins et Frank Mayo.

## Source de la traduction
- (en) Cet article est partiellement ou en totalité issu de l’article de Wikipédia en anglais intitulé « May Collins » (voir la liste des auteurs).